# Mesmin l'Ancien
Pour les articles homonymes, voir Mesmin et saint Mesmin.
Maximin de Micy, également connu comme saint Mesmin, ou encore Mesmin l'Ancien, est le 2e abbé du monastère de Saint-Mesmin de Micy (près d'Orléans) de 510 à 520. Sa vie nous est connue par le récit qu'en a fait Berthold de Micy  dans sa Vie de Saint Mesmin (Vita Sancti Maximini) écrit vers 830. Il serait né entre le milieu et la fin du Ve siècle et mort le 15 décembre 520 vers l'âge de 50 ans. Sous sa conduite, le monastère atteint une importante renommée avant de devenir plus tard une abbaye.
Selon la légende, il traversa la Loire du sud au nord pour aller terrasser le dragon, sur la rive opposée, dans la grotte de Béraire (Berarius, 1er nom de la commune de La Chapelle-Saint-Mesmin), nom porté par l'ancien propriétaire de la villa (Villa Berarii) qui surplombait la falaise .

## Biographie
Maximin (Massiminus) est originaire de Verdun en Lorraine, où il naquit entre le milieu et la fin du Ve siècle. Il eut deux frères : Vanne de Verdun (Viton ou Vitonus) que saint Sulpice fit nommer Évêque de Verdun, et saint Loup le Jeune, qui fut Évêque de Troyes en Champagne.
En 490, son oncle, Euspice (Euspicius), archiprêtre de Verdun, alla au-devant du roi Clovis Ier qui était venu dans la ville pour châtier ses habitants de s'être révoltés. Euspice ayant obtenu le pardon royal, le roi se l'attacha ainsi que son neveu Maximin. En 508, Euspice cherchant un lieu de retraite trouva près d'Orléans, au confluent de la Loire et du Loiret, un domaine royal inoccupé appelée Micy. Il reçut le domaine de Micy de Clovis afin d'y établir un monastère. Le roi y ajouta d'autres domaines et un terrain à l'intérieur des remparts d'Orléans, appelé depuis Alleu de Saint-Mesmin, pour servir de refuge en cas de troubles.
Maximin suivit son oncle à Orléans, fut ordonné diacre et ensuite élevé à la dignité sacerdotale par Eusèbe, évêque d’Orléans ; en quelques années, conjointement avec son oncle, il attira vers le monastère un grand nombre de disciples. Exhortant les moines à redoubler d'efforts dans les travaux agricoles, il fit preuve de sollicitude envers les serfs et les habitants des domaines du monastère, en les instruisant pour les éloigner des croyances du paganisme.

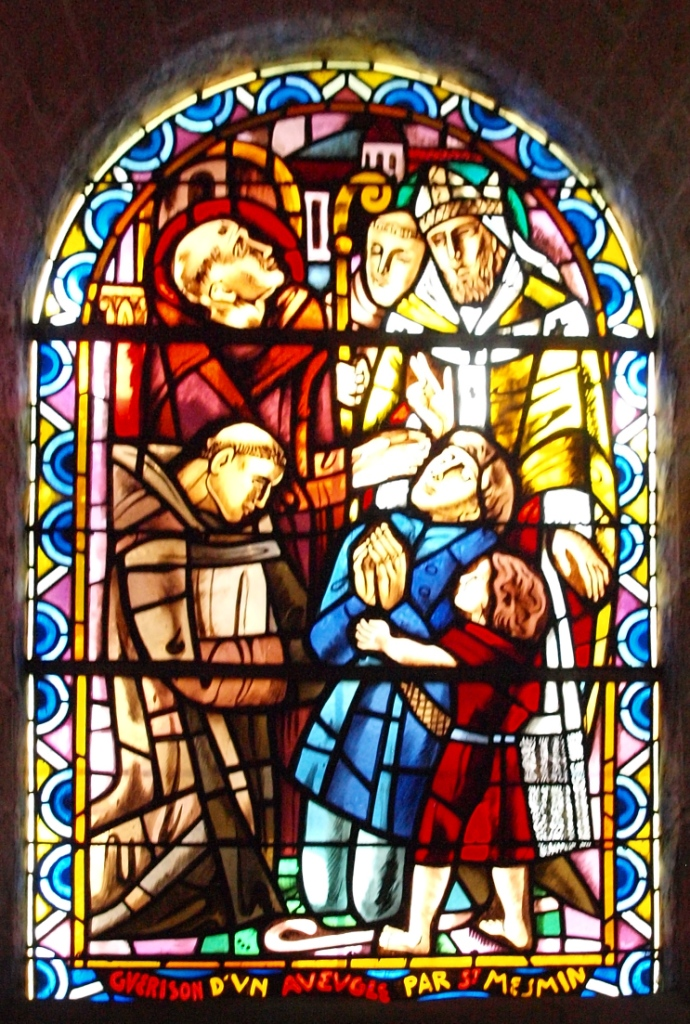
Mesmin guérissant un aveugle (église St-Mesmin)

Euspice mourut le 10 juin 510 et fut enterré à Orléans à côté de saint Aignan dans l'église Saint-Pierre-aux-Bœufs, devenue la basilique Saint-Aignan. Mesmin prit alors la direction du monastère.
Atteint par un accès de fièvre, Mesmin (Maximin) mourut le 15 décembre 520. Il demanda à se faire ensevelir dans la grotte dans laquelle il venait régulièrement prier quand il traversait le fleuve. Sa sépulture devint un lieu de pèlerinage jusqu’aux invasions normandes.
Afin d'honorer sa mémoire, une chapelle fut construite vers 550 à l'instigation d’Agylus (voir Saint-Ay) juste au-dessus de la grotte à l'emplacement de la villa.
Le village Béraire (Villa Berarii), prend, au Xe, le nom de Cappella Sancti Maximini, en hommage à saint Mesmin de Micy.
L'église Saint-Mesmin fut édifiée à partir du XIe siècle à la place de la première chapelle.
On raconte également qu'au cours d'une grande famine, il parvint à subvenir aux besoins des malheureux par la distribution de pain et le vin.
Au cours de l'année 2020, pour commémorer les 1 500 ans de la mort de saint Mesmin, les communes portant son nom (La Chapelle-Saint-Mesmin, Saint-Pryvé-Saint-Mesmin et Saint-Hilaire-Saint-Mesmin) ont fêté le saint patron des trois paroisses.

## Ses reliques
En 675, les reliques de saint Mesmin sont transférées vers la collégiale Saint-Aignan d'Orléans. Mais jusqu'à cette époque, ceux qui le souhaitaient pouvaient être ensevelis au plus près de celui-ci (« ad sanctus ») dans le cimetière, au-dessus de la grotte, qui à l'origine entourait l'église Saint-Mesmin au Nord et à l'Est.
En 1493, le reliquaire de Saint Mesmin est confié à l'abbaye Saint-Mesmin de Micy.
En 1562, une partie des reliques de Saint Mesmin est détruite par les protestants.
Au XVIIIe siècle, le reste des reliques de Saint Mesmin est conservé dans l'église Saint-Mesmin.
Le reliquaire de saint Mesmin, entreposé alors dans la grotte du dragon, est dérobé par les troupes prussiennes au cours de la la guerre franco-allemande de 1870. Celui-ci, d'une taille approximative de 20 centimètres sur 30 centimètres, était constitué d'un coffret doré et émaillé portant l'inscription latine : 

## Documentaire
- Une série documentaire réalisée par la journaliste et réalisatrice Véronique Jacquinet intitulée Légendes de France, produite en 2018 et 2019, sur deux saisons, consacre une partie de l'épisode La Loire (2019) à la légende de saint Mesmin et à la grotte du dragon de Béraire[16].